# Distrikt Piura
Der Distrikt Piura liegt in der Provinz Piura der Region Piura in Nordwest-Peru. Der Distrikt hat eine Fläche von 330,32 km². Beim Zensus 2017 lebten 158.495 Einwohner im Distrikt. Verwaltungssitz ist die Regionshauptstadt Piura. Der südwestliche Teil des damaligen Distrikts Piura wurde am 15. Januar 2013 herausgelöst und bildet nun den Distrikt Veintiséis de Octubre.

## Geographische Lage
Der Distrikt Piura liegt im zentralen Westen der Provinz Piura. Der Río Piura verläuft entlang der östlichen Distriktgrenze. Der Distrikt hat eine Längsausdehnung in Nord-Süd-Richtung von etwa 24 km sowie eine maximale Breite von etwa 15 km. Im Südosten des Distrikts liegt die Stadt Piura, Zentrum der Metropolregion Piura. Im Westen des Distrikts herrscht Wüste. Dort verläuft die Nationalstraße 1N in nördlicher Richtung nach Sullana.
Der Distrikt Piura grenzt im Süden an den Distrikt Catacaos, im Westen an den Distrikt Veintiséis de Octubre, im Nordwesten und Norden an die Provinz Sullana, im Nordosten an den Distrikt Tambogrande sowie im Osten an den Distrikt Castilla.